# Saison 2022 de l'équipe cycliste continentale Groupama-FDJ
La saison 2022 de l'équipe cycliste continentale Groupama-FDJ est la quatrième de cette équipe. C'est l'équipe «réserve» de l'équipe World Tour : Groupama-FDJ.

## Coureurs et encadrements technique

### Arrivées et départs
| Coureur          | Ancienne équipe              | Durée contrat |
| ---------------- | ---------------------------- | ------------- |
| Romain Grégoire  | AC Bisontine                 | 2022          |
| Jensen Plowright | BridgeLane                   | 2022          |
| Samuel Watson    | Trinity Racing               | 2022          |
| Eddy Le Huitouze | EC Pluvignoise               | 2022          |
| Finlay Pickering | Fensham Howes-Mas Design     | 2022          |
| Lenny Martinez   | CC Varennes-Vauzelles Junior | 2023          |

| Coureur             | Nouvelle équipe                                    | Durée contrat |
| ------------------- | -------------------------------------------------- | ------------- |
| Marijn van den Berg | EF Education-EastPost                              | 2023          |
| Lewis Askey         | Groupama-FDJ                                       | 2023          |
| Alexandre Balmer    | BikeExchange Jayco                                 | 2023          |
| Hugo Page           | Équipe cycliste Intermarché-Wanty-Gobert Matériaux | 2023          |
| Théo Nonnez         | retraite                                           |               |
| Antoine Raugel      | AG2R Citroën                                       | 2023          |

### Effectif actuel
| Coureur          | Date de Nais.              | Équipe en 2021               | Cont. | V |
| ---------------- | -------------------------- | ---------------------------- | ----- | - |
| Rait Ärm         | 31 mars 2000 (21 ans)      | Groupama-FDJ Conti.          | 2022  | 1 |
| Lorenzo Germani  | 3 mars 2002 (19 ans)       | Groupama-FDJ Conti.          | 2022  | 2 |
| Romain Grégoire  | 21 janvier 2003 (18 ans)   | AC Bisontine                 | 2022  | 5 |
| Eddy Le Huitouze | 3 avril 2003 (18 ans)      | EC Pluvignoise               | 2022  | 1 |
| Lenny Martinez   | 11 juillet 2003 (18 ans)   | CC Varennes-Vauzelles Junior | 2023  | 3 |
| Enzo Paleni      | 30 mai 2002 (19 ans)       | Groupama-FDJ Conti.          | 2022  | 1 |
| Paul Penhoët     | 28 décembre 2001 (19 ans)  | Groupama-FDJ Conti.          | 2022  | 1 |
| Finlay Pickering | 27 juillet 2003 (18 ans)   | Fensham Howes-Mas Design     | 2022  | 2 |
| Joseph Pidcock   | 20 mars 2002 (19 ans)      | Groupama-FDJ Conti.          | 2022  | 0 |
| Laurence Pithie  | 17 juillet 2002 (19 ans)   | Groupama-FDJ Conti.          | 2022  | 3 |
| Jensen Plowright | 15 mai 2000 (20 ans)       | Team BridgeLane              | 2022  | 3 |
| Reuben Thompson  | 15 février 2001 (20 ans)   | Groupama-FDJ Conti.          | 2022  | 1 |
| Samuel Watson    | 24 septembre 2001 (20 ans) | Trinity Racing               | 2022  | 2 |

## Champions nationaux, continentaux et mondiaux
| Date       | Course                                            | Maillot | Coureurs         | Pays             | Lieu                      |
| ---------- | ------------------------------------------------- | ------- | ---------------- | ---------------- | ------------------------- |
| 13 février | Championnat de Nouvelle-Zélande sur route espoirs |         | Laurence Pithie  | Nouvelle-Zélande | Cambridge                 |
| 25 juin    | Championnat d'Italie sur route espoirs            |         | Lorenzo Germani  | Italie           | Carnago                   |
| 26 juin    | Championnat de Grande-Bretagne sur route espoirs  |         | Samuel Watson    | Royaume-Uni      | Castle Douglas            |
| 11 aout    | Championnat de France de contre-la-montre espoirs |         | Eddy Le Huitouze | France           | Saint-Martin-de-Landelles |